# Everything Was Beautiful, and Nothing Hurt
Everything Was Beautiful, and Nothing Hurt è il quindicesimo album in studio del musicista statunitense Moby, pubblicato il 2 marzo 2018 dalla Little Idiot e Mute.
Il titolo è un riferimento al romanzo del 1969 di Kurt Vonnegut Mattatoio n. 5.

## Tracce
1. Mere Anarchy – 5:15
2. The Waste of Suns – 4:44
3. Like a Motherless Child – 4:37
4. The Last of Goodbyes – 4:23
5. The Ceremony of Innocence – 3:56
6. The Tired and the Hurt – 4:26
7. Welcome to Hard Times – 5:08
8. The Sorrow Tree – 4:28
9. Falling Rain and Light – 4:46
10. The Middle is Gone – 5:13
11. This Wild Darkness – 4:09
12. A Dark Cloud is Coming – 5:24